# The Owl and the Pussycat (Stravinskij)
The Owl and the Pussycat è una composizione per voce e pianoforte scritta da Igor' Fëdorovič Stravinskij nel 1966 su testo di Edward Lear e dedicata alla moglie Vera.

## Storia
Dopo aver completato i Requiem Canticles, l'ultima sua opera importante, Stravinskij, più rilassato dopo la realizzazione di un lavoro molto impegnativo, si dedicò alla stesura di un piccolo brano sul testo di un nonsense del poeta inglese Edward Lear. Il musicista aveva letto la poesia The Owl and the Pussycat parecchi anni prima, in una versione francese di Francis Steegmuller; quando in seguito, in Inghilterra, prese lezioni di lingua inglese, la imparò a memoria nel testo originale. Anche la moglie Vera de Bosset conosceva la poesia fin dalla giovinezza. Poiché nel testo vi erano alcune analogie con la coppia (la bellezza della gattina e la musica del gufo; la lunga attesa per le nozze), Stravinskij volle fare un omaggio alla moglie musicandola.
La prima esecuzione ha avuto luogo a Los Angeles, ai Monday Evening Concerts, il 31 ottobre 1966 con il soprano Peggy Bonini e Ingolf Dahl al pianoforte. Il brano fu pubblicato da Boosey & Hawkes a New York nel febbraio 1967.
The Owl and the Pussycat fu l'ultimo lavoro composto agevolmente da Stravinskij prima che l'età (aveva ormai 84 anni) e l'aggravarsi di alcune sue patologie, lo costringessero a un riposo forzato. Dopo riuscì solo a fatica a completare la strumentazione di due lieder di Hugo Wolf e a iniziare una trascrizione dal Clavicembalo ben temperato.

## Argomento
Un gufo e una gattina se ne vanno per mare su una barca color verde brillante. Portano con loro del miele e molti soldi. Il gufo, accompagnandosi con una piccola chitarra, canta le bellezze della gattina mentre guarda le stelle. La gattina elogia il canto meraviglioso del suo compagno e lo esorta a non aspettare ancora per sposarsi. Essi non hanno però l'anello. Navigano ancora per un anno e un giorno finché non giungono nel paese dove cresce l'abero Bong. Qui, in un bosco, vi è un porcellino con un anello al naso. Il maialino vende loro l'anello e i due vengono sposati il giorno dopo dal tacchino; dopo cenano con fette di mela cotogna e danzano alla luce della luna. 

## Analisi
Un buon risultato dell'esecuzione del brano dipende molto dalle capacità di interpretazione e di caratterizzazione dell'esecutore della parte cantata, solitamente un soprano. Stravinskij ha personificato gli animali e le situazioni con combinazioni di intervalli sonori a cui l'interprete deve attenersi. The Owl and the Pussycat è costruito secondo le direttive della dodecafonia e si presenta come un contrappunto a due parti: la parte melodica della voce si intreccia con quella del pianoforte che la raddoppia a un'ottava. Lo stile e le caratteristiche sono quelle delle opere vocali russe scritte dal musicista molti anni prima, viste e "modificate" però attraverso il moderno stile seriale utilizzato dal compositore.